# لورينزو نيل
لورينزو نيل (بالإنجليزية: Lorenzo Neal)‏ هو لاعب كرة قدم أمريكية أمريكي، ولد في 27 ديسمبر 1970 في هانفورد في الولايات المتحدة.

## وصلات خارجية
- لورينزو نيل على موقع مرجع كرة القدم المحترفة.كوم (الإنجليزية)